# جون مارتنز
جون مارتنز هو سياسي نرويجي، ولد في 1861، وتوفي في 1932. حزبياً، نشط في الحزب الليبرالي.

## روابط خارجية
- جون مارتنز على موقع أوليمبيديا (الإنجليزية)